# Kołowrót (Sąspów)
Kołowrót – część wsi Sąspów w Polsce położona w województwie małopolskim, w powiecie krakowskim, w gminie Jerzmanowice-Przeginia.
W latach 1975–1998 Kołowrót administracyjnie należał do województwa krakowskiego.